# Свідниця (гміна, Зеленогурський повіт)
Гміна Свідниця (пол. Gmina Świdnica) — сільська гміна у північно-західній Польщі. Належить до Зеленогурського повіту Любуського воєводства. Центр гміни — село Свідниця.
Станом на 31 грудня 2011 у гміні проживало 6187 осіб.

## Площа
Згідно з даними за 2007 рік площа гміни становила 160.80 км², у тому числі:
- орні землі: 31.00 %
- ліси: 61.00 %

Таким чином, площа гміни становить 10.24 % площі повіту.

## Населення
Станом на 31 грудня 2011:
| Опис     | Загалом | Загалом | Чоловіки | Чоловіки | Жінки | Жінки |
| -------- | ------- | ------- | -------- | -------- | ----- | ----- |
| одиниця  | осіб    | %       | осіб     | %        | осіб  | %     |
| все      | 6187    | 100     | 3080     | 49.78    | 3107  | 50.22 |
| міське   | 0       | 100     | 0        |          | 0     |       |
| сільське | 6187    | 100     | 3080     | 49.78    | 3107  | 50.22 |

## Сусідні гміни
Гміна Свідниця межує з такими гмінами: Домбе, Зельона Ґура, Новоґруд-Бобжанський, Червенськ.